# Lucia Elizabeth Bartolozzi
Lucia Elizabeth Bartolozzi (Londres, 1797 - Londres, 1856) fou una actriu, empresària teatral i cantant anglesa.
Nascuda a Londres l'any 1797, era la primera de dues filles de la pianista alemana Theresa Jansen Bartolozzi i el marxant d'art Gaetano Stefano Bartolozzi. També era la neboda del gravador Francesco Bartolozzi.
En tenir una de les millors veus de contralt conegudes fins al seu temps, feu la seva presentació al teatre de Drury Lane el 1820, on va obtenir una favorable acollida, al què hi contribuí la seva gran bellesa física i l'atractiva simpatia que, en boca dels seus biògrafs, emanava de la seva persona. Quan es van introduir les òperes de Rossini a Londres, el 1821, hi actuà en totes amb creixent èxit. Després d'haver estat empresària de teatres del Covent Garden, l'Olympic i Liceum, d'aquella capital, es retirà de l'escena el 1854. El seu primer espòs fou el ballarí francès Armand Vestris (1797-1825) del qual va prendre el cognom, com era de costum en aquesta època.